# Sidokaton (Gisting)
Sidokaton is een bestuurslaag in het regentschap Tanggamus van de provincie Lampung, Indonesië. Sidokaton telt 1242 inwoners (volkstelling 2010).